# Србија на Европском првенству у атлетици на отвореном
Србија је до сада самостално учествовала пет пута на европским првенствима у атлетици на отвореном. Први наступ Србије био је на Европском првенству у 2006. у Гетеборгу.
Европска првенство у атлетици на отвореном одржавају се од 1934. године, а Београд је био домаћин 1962.. Атлетичари Србије су до тада учествовали као део неколико југословенских репрезентација од првог Европског првенства 1934. у Торину, до 18. 2002 у Минхену:
- Краљевина Југославија (1934–1938)
- СФР Југославија (1946–1990)
- СР Југославија (1994–2002)

На европским првенствима на отвореном Србија укупно је освојила 13 медаља (две златне, осам сребрних и три бронзане). На основу освојених медаља Србија се налази на 38. месту од 44 земље које су освајале медаље, односно од 50 земаља које су чланице ЕАА.

## Учешће и освојене медаље Србије на европским првенствима на отвореном
| Учешће и освојене медаље Србије на ЕП | Учешће и освојене медаље Србије на ЕП | Учешће и освојене медаље Србије на ЕП | Учешће и освојене медаље Србије на ЕП | Учешће и освојене медаље Србије на ЕП | Учешће и освојене медаље Србије на ЕП | Учешће и освојене медаље Србије на ЕП | Учешће и освојене медаље Србије на ЕП | Учешће и освојене медаље Србије на ЕП | Учешће и освојене медаље Србије на ЕП | Учешће и освојене медаље Србије на ЕП | Учешће и освојене медаље Србије на ЕП |
| EP                                    | Учесника                              | Муш.                                  | Жене                                  | дисц.                                 |                                       |                                       |                                       |                                       | Пласман поБМ                          | Пласман поТУ                          | Детаљи                                |
| ------------------------------------- | ------------------------------------- | ------------------------------------- | ------------------------------------- | ------------------------------------- | ------------------------------------- | ------------------------------------- | ------------------------------------- | ------------------------------------- | ------------------------------------- | ------------------------------------- | ------------------------------------- |
| 2006. Гетеборг                        | 9                                     | 5                                     | 4                                     | 8                                     | 0                                     | 1                                     | 0                                     | 1                                     | =23                                   | 30                                    | детаљи                                |
| 2010. Барселона                       | 12                                    | 6                                     | 6                                     | 9                                     | 0                                     | 0                                     | 0                                     | 0                                     | -                                     | 27                                    | детаљи                                |
| 2012. Хелсинки                        | 11                                    | 7                                     | 4                                     | 9                                     | 0                                     | 1                                     | 1                                     | 2                                     | 20                                    | 18                                    | детаљи                                |
| 2014. Цирих                           | 11                                    | 6                                     | 5                                     | 8                                     | 0                                     | 2                                     | 0                                     | 2                                     | =17                                   | 19                                    | детаљи                                |
| 2016. Амстердам                       | 11                                    | 5                                     | 6                                     | 10                                    | 1                                     | 0                                     | 1                                     | 2                                     | =14                                   | 21                                    | детаљи                                |
| 2018. Берлин                          | 12                                    | 4                                     | 8                                     | 8                                     | 0                                     | 0                                     | 0                                     | 0                                     | -                                     | =34.                                  | детаљи                                |
| 2022. Минхен                          | 14                                    | 7                                     | 7                                     | 11                                    | 1                                     | 2                                     | 1                                     | 4                                     | 13                                    | 18                                    | детаљи                                |
| 2024. Рим                             | 17                                    | 9                                     | 8                                     | 13                                    | 0                                     | 2                                     | 0                                     | 2                                     | 20                                    | 23                                    | детаљи                                |
| 2026. Бирмингем                       |                                       |                                       |                                       |                                       |                                       |                                       |                                       |                                       |                                       |                                       |                                       |
| Укупно (8)                            | 97                                    | 49                                    | 48                                    |                                       | 2                                     | 8                                     | 3                                     | 13                                    | 38                                    |                                       |                                       |

## Освајачи медаља

### Злато (2)
Ивана Шпановић, скок у даљ (2016)
Ивана Шпановић, скок у даљ (2022)

### Сребро (8)
Оливера Јевтић, маратон (2006)
Емир Бекрић, 400 м препоне (2012)
Ивана Шпановић, скок у даљ (2014)
Татјана Јелача, бацање копља (2014)
Армин Синанчевић, бацање кугле (2022)
Адриана Вилагош, бацање копља (2022)
Адриана Вилагош, бацање копља (2024)
Ангелина Топић, скок увис (2024)

### Бронза (3)
Асмир Колашинац, бацање кугле (2012)
Михаил Дудаш, десетобој (2016)
Ангелина Топић, скок увис (2022)

## Преглед учешћа спортиста Србије и освојених медаља по дисциплинама на ЕП
Стање после ЕП 2024.
| Дисциплина    | Период | Период   | Укупно | Мушки | Жене |   |   |   |    |
| Дисциплина    | Прво   | Последње | Укупно | Мушки | Жене |   |   |   |    |
| ------------- | ------ | -------- | ------ | ----- | ---- | - | - | - | -- |
| 100 м         | 2022   | 2024     | 2      | 1     | 1    | 0 | 0 | 0 | 0  |
| 200 м         | 2024   | 2024     | 1      | 0     | 1    | 0 | 0 | 0 | 0  |
| 400 м         | 2014   | 2024     | 5      | 2     | 3    | 0 | 0 | 0 | 0  |
| 1.500 м       | 2006   | 2018     | 4      | 1     | 3    | 0 | 0 | 0 | 0  |
| 5.000 м       | 2022   | 2021     | 1      | 1     | 0    | 0 | 0 | 0 | 0  |
| полумаратон   | 2016   | 2016     | 1      | 0     | 0    | 0 | 0 | 0 | 0  |
| маратон       | 2006   | 2010     | 1      | 0     | 1    | 0 | 1 | 0 | 1  |
| 100 м препоне | 2010   | 2024     | 2      | 0     | 4    | 0 | 0 | 0 | 0  |
| 110 м препоне | 2006   | 2022     | 3      | 3     | 0    | 0 | 0 | 0 | 0  |
| 400 м препоне | 2012   | 2024.    | 2      | 2     | 0    | 0 | 1 | 0 | 1  |
| Ходање 20 км  | 2006   | 2006     | 1      | 1     | 0    | 0 | 0 | 0 | 0  |
| Ходање 50 км  | 2006   | 2018     | 2      | 1     | 1    | 0 | 0 | 0 | 0  |
| Скок увис     | 2012   | 2024     | 3      | 2     | 1    | 0 | 1 | 1 | 2  |
| Скок мотком   | 2006   | 2006     | 1      | 0     | 1    | 0 | 0 | 0 | 0  |
| Скок удаљ     | 2010   | 2024     | 5      | 3     | 2    | 2 | 1 | 0 | 3  |
| Бацање кугле  | 2006.  | 2024     | 5      | 5     | 0    | 0 | 1 | 1 | 2  |
| Бацање диска  | 2006   | 2022     | 1      | 0     | 1    | 0 | 0 | 0 | 0  |
| Бацање копља  | 2010   | 2024     | 5      | 1     | 4    | 0 | 3 | 0 | 3  |
| Десетобој     | 2010   | 2016     | 2      | 2     | 0    | 0 | 0 | 1 | 1  |
| Укупно (14)   |        |          | 47     | 22    | 23   | 2 | 8 | 3 | 13 |

Разлика у горње две табеле од 47 учесника (22 мушкараца и 23 жена) настала је у овој табели јер је сваки спортиста без обзира колико је пута учествовао на европским првенствима и у колико разних дисциплина на истом првенству, рачунат само једном.

## Табела успешности Србије на европским првенствима на отвореном
Ово је табела успешности Србије која се прави на основу осам првопласираних (финалиста) у свим дисциплинама. Бодови су додељују на овај начин. Првопласирани је добија 8 бодова, а последњи, осми 1 бод.
| Пласман | ЕП.      | 1. место | 2. место | 3. место | 4. место | 5. место | 6. место | 7. место | 8. место | Бр. финал. | Бод. |
| ------- | -------- | -------- | -------- | -------- | -------- | -------- | -------- | -------- | -------- | ---------- | ---- |
| 30.     | ЕП 2006. | -        | 1        | -        | -        | -        | -        | -        | 1        | 2          | 8    |
| 27.     | ЕП 2010. | -        | -        | -        | 1        | -        | 1        | -        | 2        | 4          | 12   |
| 19.     | ЕП 2012. | -        | 1        | 1        | 1        | -        | -        | 1        | 1        | 5          | 21   |
| 19.     | ЕП 2014. | -        | 2        | -        | -        | 1        | 1        | -        | -        | 4          | 21   |
| 20.     | ЕП 2016. | 1        | -        | 1        | -        | 1        | -        | 1        | -        | 4          | 20   |
| 34.     | ЕП 2018. | -        | -        | -        | -        | -        | 1        | -        | -        | 1          | 3    |
| 18.     | ЕП 2022. | 1        | 2        | 1        | -        | -        | -        | 1        | 1        | 6          | 31   |
| 23.     | ЕП 2024. | -        | 2        | -        | -        | 1        | -        | -        | -        | 3          | 17   |
|         | ЕП 2026. |          |          |          |          |          |          |          |          |            |      |

## Национални рекорди постугнути са ЕП
На Европским првенствима на отвореном постављено је пет националних рекорда Србије:
Драгана Томашевић, диск 63,62 м 2006.
Емир Бекрић, 400 м препоне 49,37 мин. 2012.
Татјана Јелача, копље, 64,21 м 2014.
Душића Топић, 50 км ходање 4.30:43 2018.
Адриана Вилагош, копље 64,42 м 2024.

## Занимљивости
- Најмлађи учесник — мушкараци: Никола Костић, 20 год, и 126 дана (2024)
- Најмлађи учесник — жене: Ангелина Топић, 17 год. и 25 дана (2022)
- Најстарији учесник - мушкарци: Драгутин Топић, 41 год. и 107 дана (2012)
- Најстарији учесник - жене: Драгана Томашевић , 38 год. и 352 дана (2016)
- Највише учешћа: 7 Драгана Томашевић (2006, 2010, 2012, 2014, 2016, 2018, 2022) и Асмир Колашинац (2010, 2012, 2014, 2016, 2018, 2022, 2024)
- Прва медаља: Оливера Јевтић, сребро (2006)
- Прва златна медаља: Ивана Шпановић, 26. год и 56 дана (2016)
- Најмлађи освајач медаље — мушкарци: Емир Бекрић, 21 год. и 107 дана (2010)
- Најмлађи освајач медаље — жене: Ангелина Топић, 17 год. и 27 дана (2022)
- Најстарији освајач медаље — мушкарци: Асмир Колашинац, 27 год. и 358 дана (2012)
- Најстарији освајач медаље — жене: Ивана Шпановић, 32. год и 100 дана (2022)
- Прва златна медаља: - Ивана Шпановић, (2016)
- Највише медаља: Ивана Шпановић три (две златне и једна сребрна) и две атлетичарке по две (Ангелина Топић и Адриана Вилагош)
- Најбољи пласман Србије (по броју освојених медаља): =13. место (2022)

## Преглед освојених медаља Југославије атлетичара српских клубова

### Злато (4)
Вера Николић, Морава Ћуприја — 800 метара (1966)
Милош Срејовић, Раднички, Крагујевац — троскок (1978)
Снежана Пајкић, Морава, Ћуприја — 1.500 метара (1990)
Драгутин Топић, Црвена звезда, Београд — скок увис (1990)

### Сребро (4)
Петар Шегедин, Партизан Београд — 3.000 са препрекама 1950. (Прва медаља југословенске атлетике на Европским првенствима)
Олга Гере, Војводина, Нови Сад — вис (1962)
Ненад Стекић, Црвена звезда, Београд — скок удаљ (1974)
Ненад Стекић, Црвена звезда, Београд — скок удаљ (1978)

## Медаље српских атлетичара као чланова атлетских клубова из других република СФРЈ

### Злато (1)
Вера Николић, Динамо Загреб — 800 метара (1971)

### Сребро (1)
Биљана Петровић, АК Сплит — скок у вис (1970)

### Бронза (1)
Вера Николић, Динамо Загреб — 800 метара (1969)